# Більче (Дубенський район)
Більче́ — село в Україні у Боремельській сільській громаді Дубенського району Рівненської області. Населення становить 218 осіб.
У селі народився український літературний класик Валер'ян Поліщук.

## Географія
Селом тече струмок Ставок і впадає у річку Стир.
Село

## Історія

### Археологічні знахідки
Під час археологічних розкопок на околиці села були відкриті давні поселення. Одне знаходиться на високому лівому березі р. Стир в урочищі «Підкрасне», за 2 км на північний схід від села. Знахідки датуються вченими різними періодами — кінцем ІІІ — початком IV тис. до н. е., ІІ-ІІІ ст., ХІ-ХІІІ ст. Ці знахідки свідчать про активне життя на території Більче в стародавній період, про потужні торговельні зв'язки.
За 0,5 км на північ від села та трьох мисах лівого берега р. Стир є багатошарове поселення комарівської і черняхівської культур та давньоруського часу, площею близько 70×350 м, виявлене розвідкою В. М. Коноплі у 1977 р. В околицях села була знайдена посудина могилянської групи періоду раннього заліза.
Під час розкопок поблизу села виявили городище, датоване орієнтовно Х-ХІІІ ст. Поселення було оточене з чотирьох сторін валом, від якого збереглись залишки. Вивчене воно недостатньо на даний час.

### XVIст.
В акті 1545 р., автором якого був Лев Іпатій, Больча, а також Кольнятичі, Ставрів, Перекладовичі, вказані як просілки поселення сусіднього під назвою Красне: сєло Ксєло Красноє с присєльки Больчє, Кальнятичи, Ставровь, Пєрєкладови
чи гсдрь єго млсть старьш даль Василью Еньковиан н.рж"а"ньє

### XVIIIст.
Є історичні дані, що в кінці XVIII ст. пан Загорський збудував свою резиденцію — просторий палац, оточений парком. Детальна історія села 18-20 ст., фото палацу, прибудинкових приміщень, оранжереї — тут  [Архівовано 3 липня 2020 у Wayback Machine.]

### XIXст.

Село на карті 1873 р.

У XIX ст. село нараховувало 28 дворів, 226 мешканців, було досить компактним, на протилежному березі р. Стир знаходились хутори. Була православна церква, постоялий будинок.

Більче на польській карті 1925 року

У 1906 році село Боремельської волості Дубенського повіту Волинської губернії. Відстань від повітового міста 50 верст, від волості 10. Дворів 32, мешканців 249.
В середині 30-х років XX ст. в селі був 71 двір.
7 (20) листопада 1917 року, відповідно до Третього Універсалу Української Центральної Ради, увійшло до складу Української Народної Республіки.

## Населення
За переписом населення України 2001 року в селі мешкала 251 особа.
12 червня 2020 року, відповідно до розпорядження Кабінету Міністрів України № 722-р від «Про визначення адміністративних центрів та затвердження територій територіальних громад Рівненської області», увійшло до складу Боремельської сільської громади Демидівського району.
19 липня 2020 року, в результаті адміністративно-територіальної реформи та ліквідації Демидівського району, село увійшло до складу Дубенського району.

### Мова
Розподіл населення за рідною мовою за даними перепису 2001 року:
| Мова       | Відсоток |
| ---------- | -------- |
| українська | 99,60 %  |
| російська  | 0,40 %   |

## Культура
В селі діє початкова школа.
Окраса села — Дмитрівська церква 1701 року.

## Видатні люди
- Валер'ян Львович Поліщук (1897—1937)
- Казмірук Аполлінарія Лаврентіївна (1936—2017)